# NGC 6326
NGC 6326 هي مجرة تتبع كوكبة المجمرة. اكتشفها جيمس دنلوب في 26 أغسطس 1826.

## روابط خارجية
- NGC 6326 على موقع ويكي سكاي: DSS2, SDSS, GALEX, IRAS, Hydrogen α, X-Ray, Astrophoto, Sky Map, Articles and images